# George Patrick Leonard Walker
Pour les articles homonymes, voir George Walker et Walker.
George Patrick Leonard Walker est un volcanologue anglais né le 2 mars 1926 et mort le 17 janvier 2005. Il a été l'un des volcanologues les plus influents dans le monde au cours du XXe siècle. Il a notamment effectué de nombreuses recherches sur les dépôts pyroclastiques issus des éruptions volcaniques explosives.
Ses recherches concernent les roches volcaniques d'Islande et de l'Etna en Sicile. Il a enseigné à l'Imperial College London puis, en 1978, a été promu Fellow de la Royal Society of New Zealand et professeur de géologie à l'université d'Auckland. En 1981, il a été nommé professeur de la chaire de volcanologie de l'université d'Hawaï.
La médaille de Thorarinsson lui est décernée en 1989, et la médaille Wollaston en 1995.